# Jeannot Szwarc
Jeannot Szwarc (ur. 21 listopada 1939 w Paryżu, zm. 15 stycznia 2025) – francuski reżyser filmowy i telewizyjny pochodzenia polskiego, działający głównie w Stanach Zjednoczonych.

## Kariera
Szwarc rozpoczął pracę w amerykańskiej telewizji pod koniec lat 60. Po raz pierwszy stanął za kamerą podczas pracy przy serialu kryminalnym Ironside. Na początku lat 70. zrealizował kilka filmów telewizyjnych, a także reżyserował odcinki tak legendarnych seriali jak Kojak i Columbo. Pierwszym bardziej znanym filmem reżysera był horror Żuk z 1975. Największe sukcesy odniósł na przełomie lat 70. i 80., kiedy to wyreżyserował m.in. takie filmy jak: Szczęki 2, udaną kontynuację głośnego dzieła Stevena Spielberga czy melodramat science fiction Gdzieś w czasie. Od końca lat 80. reżyserował głównie filmy telewizyjne i słabe filmy „klasy B”. Natomiast od końca lat 90. pracował już tylko przy realizacji seriali telewizyjnych. Reżyserował  m.in. odcinki seriali: JAG, Tajemnice Smallville, Kości, Chirurdzy.
Był absolwentem Uniwersytetu Harvarda.

## Filmografia

### Filmy
- Żuk (1975)
- Szczęki 2 (1978)
- Gdzieś w czasie (1980)
- Enigma (1983)
- Supergirl (1984)
- Święty Mikołaj (1985)
- Zabójstwa przy Rue Morgue (1986)
- Wielki skok (1987)
- Nakaz honoru (1988)
- Płonący brzeg (1991)
- Herkules i Sherlock (1996)
- Siostrzyczki (1997)

### Seriale telewizyjne
- Ironside (1968–1969); reż. 2 odcinków
- Columbo (1973); 1 odcinek
- Kojak (1973–1977); 13 odcinków
- Strefa mroku (1986); 2 odcinki
- JAG – Wojskowe Biuro Śledcze (1998–2004); 19 odcinków
- Misja w czasie (1999); 1 odcinek
- Kancelaria adwokacka (1999–2004); 19 odcinków
- Powrót do Providence (2000); 1 odcinek
- Ally McBeal (2000–2002); 5 odcinków
- CSI: Kryminalne zagadki Miami (2003); 1 odcinek
- Tajemnice Smallville (2003–2011); 14 odcinków
- Orły z Bostonu (2004–2006); 2 odcinki
- Wzór (2005); 1 odcinek
- Bez śladu (2005–2009); 12 odcinków
- Dowody zbrodni (2006–2010); 7 odcinków
- Herosi (2007–2010); 6 odcinków
- Kości (2007–2016); 15 odcinków
- Fringe: Na granicy światów (2009–2012); 7 odcinków
- Chirurdzy (2009–2019); 5 odcinków
- Nie z tego świata (2011–2014); 5 odcinków